# جوبكس
رسيفر جوبكس (بالإنجليزية: GOBX)‏ هو جهاز تابع لمجموعة إم بي سي، يمكن من خلاله مشاهدة دوري المحترفين السعودي، الدوري الوطني لكرة القدم الأمريكية، فورمولا 1، وبطولات الاتحاد الآسيوي لكرة القدم، وبطولات أخرى
توجد خدمة جوبكس في أربع دول وهي السعودية، البحرين، الكويت، سلطنة عمان. ويتيح الجهاز باقة الرياضة التي تشمل قنوات إس إس سي.

## القنوات

### قنوات SSC
- - SSC | NEWS
  - SSC | 1
  - SSC | 2
  - SSC | 3
  - SSC | 4
  - SSC | 5
  - SSC | EXTRA 1
  - SSC | EXTRA 2
  - SSC | EXTRA 3

### دراما
- إم بي سي دراما HD
- إم بي سي + دراما HD
- Timeless Drama Channel
- إم بي سي مصر دراما HD

### أفلام
- إم بي سي 2 HD
- إم بي سي ماكس HD
- FilmBox
- FilmBox ArtHouse
- Reel PX Cinema
- Reel PX Action
- Reel PX Comedy
- Reel PX Unlimited

### أطفال
- إم بي سي 3 HD
- لعب وجد
- جولي بالعربي
- Duck TV [الإنجليزية]
- ZooMoo [الإنجليزية]

### وثائقي
- planet earth
- Documentary بالعربي
- DocuBox

### أخبار
- بلومبيرغ إل بي
- قناة العربية HD

### ترفيه
- إم بي سي 1 HD
- إم بي سي 3 HD
- إم بي سي أكشن HD
- إم بي سي بوليوود HD
- إم بي سي العراق HD
- إم بي سي + فاريتي HD
- AWE (TV network) [الإنجليزية]
- Woman
- CARS.TV
- Comedy.tv
- Recipe.tv
- GAMETOON
- FashionBox

### موسيقى
- Trace Urban [الإنجليزية]
- Stereo Siempre Mas Musica
- Stereo ALWAYS + MUSIC
- 360 Tune Box

## وصلات خارجية
- الموقع الرسمي